# Jason Moody
Jason Moody (ur. 5 listopada 1993 w Tel Awiwie) – izraelski aktor pornograficzny.

## Życiorys
Urodził się i wychował w Tel Awiwie. W wieku 15 lat wyemigrował z Izraela. Przebywał w Chinach, gdzie sprzedawał damskie obuwie. 
Mając 24 lata przeniósł się do Stanów Zjednoczonych i rozpoczął karierę w branży pornograficznej. W 28–minutowej realizacji Reality Kings Hot Maid Big Ass (2017) nie brał udziału w scenie seksu i zagrał Pana Jasona, którego pokojówka romansuje z kumplem (Brad Knight). Reżyserka Holly Randall zaangażowała go do produkcji Twistys Network / WhenGirlsPlay Spa Day (2017). Za scenę seksu z ekranową macochą (Anna Bell Peaks) w filmie Brazzers Putting Her Feet Up (2017) był nominowany do nagrody Inked Award. Pracował dla takich studiów jak Dogfart, Hustler Video, Evil Angel, Penthouse, Digital Sin, New Sensations, bang.com i Pure Taboo. Był producentem filmu Darkko Productions / Evil Angel Video Black Chicks Suckin' Dicks (2020). Debiutował jako reżyser 38–minutowego filmu Darkko TV Brooklyn Grey Blowjob (2021).

## Nagrody i nominacje
| Rok  | Nagroda        | Kategoria                                                 | Film                                        | Inni wykonawcy                                                                                                   | Rezultat  |
| ---- | -------------- | --------------------------------------------------------- | ------------------------------------------- | --- | --------- |
| 2018 | Inked Award    | Scena roku                                                | Putting Her Feet Up (2017)                  | Anna Bell Peaks                                                                                                  | Nominacja |
| 2019 | AVN Award      | Najlepsza scena seksu oralnego                            | Angela by Darkko (2018)                     | Angela White, Michael Vegas, Anthony Gaultier, Eddie Jaye, Steve Holmes, Eric John, Filthy Rich i Robby Echo     | Wygrana   |
| 2020 | XRCO Award     | Nowy ogier                                                | —                                           | — | Nominacja |
| 2020 | AVN Award      | Najlepszy debiutant                                       | –                                           | – | Nominacja |
| 2020 | XCritic Award  | Scena roku                                                | Acceptance (2019)                           | Alex Mack, Angela White, Emily Willis, Eric John, Isiah Maxwell, Kira Noir, Mick Blue, Rob Piper i Markus Dupree | Nominacja |
| 2021 | AVN Award      | Najlepsza scena seksu oralnego                            | Throat Fucks 6 (2019)                       | Jonni Darkko i Paige Owens                                                                                       | Nominacja |
| 2021 | AVN Award      | Najlepsza scena triolizmu (dziewczyna/dziewczyna/chłopak) | Soccer Sluts (2020)                         | Gina Valentina i Savannah Sixx                                                                                   | Nominacja |
| 2021 | Fleshbot Award | Najlepsza scena seksu grupowego                           | Two Cocks Are Always Better Than One (2021) | April Olsen i Jay Romero                                                                                         | Nominacja |
| 2022 | AVN Award      | Najlepsza scena seksu tag-team                            | Two Cocks Are Always Better Than One (2021) | April Olsen i Jay Romero                                                                                         | Nominacja |
| 2022 | AltPorn Award  | Najlepszy film fabularny wideo                            | Law Abiding Citizen (2021)                  | Charlotte Sartre i Casey Calvert                                                                                 | Nominacja |